# Litijev karbonat
Litijev karbonat je anorganski spoj, litijeva sol ugljične kiseline formule Li2CO3. Ova bijela sol naširoko se koristi u obradi metalnih oksida. Nalazi se na popisu esencijalnih lijekova Svjetske zdravstvene organizacije zbog svoje učinkovitosti u liječenju poremećaja raspoloženja kao što je bipolarni poremećaj.

## Zdravstveni rizici
Uzimanje soli litija ima rizike i nuspojave. Poznato je da produljena uporaba litija za liječenje mentalnih poremećaja dovodi do stečenog nefrogenog dijabetes insipidusa. Trovanje litijem može utjecati na središnji živčani sustav i bubrežni sustav i može biti smrtonosno.Tijekom duljeg razdoblja, litij se može akumulirati u glavnim stanicama sabirnog kanalića i interferirati s antidiuretskim hormonom (ADH), koji regulira propusnost vode glavnih stanica u sabirnom tubulu. Medularni intersticij sustava sabirnih kanalića prirodno ima visoku koncentraciju natrija i pokušava je održati. Nema poznatog mehanizma za stanice da razlikuju litijeve ione od natrijevih iona, tako da može doći do oštećenja nefrona bubrega ako koncentracije litija postanu previsoke kao rezultat dehidracije, hiponatrijemije, prehrane s neuobičajeno niskim sadržajem natrija ili određenih lijekova.

## Reakcije
Za razliku od natrijevog karbonata, koji tvori najmanje tri hidrata, litijev karbonat postoji samo u bezvodnom obliku. Njegova topljivost u vodi niska je u odnosu na druge litijeve soli. Izolacija litija iz vodenih ekstrakata litijevih ruda iskorištava tu slabu topljivost. Njegova prividna topljivost povećava se 10 puta pod blagim pritiskom ugljičnog dioksida; ovaj učinak je zbog stvaranja metastabilnog bikarbonata, koji je bolje topiv Li2CO3 + CO2 + H2O ⇌ LiHCO3 Ekstrakcija litijevog karbonata pri visokim tlakovima CO2 i njegovo taloženje nakon smanjenja tlaka temelj je Quebec procesa.
Litijev karbonat također se može pročistiti iskorištavanjem njegove smanjene topljivosti u vrućoj vodi. Dakle, zagrijavanje zasićene vodene otopine uzrokuje kristalizaciju Li2CO3.Litijev karbonat i drugi karbonati skupine 1 ne dekarboksiliraju se lako.